# Pediobius africanus
Pediobius africanus  (лат.) — вид паразитических наездников рода Pediobius из семейства  Eulophidae (Chalcidoidea) отряда перепончатокрылые насекомые. Африка, Малави, Уганда. Относительно крупный вид своего рода (1,5 мм) чёрные, блестящие. Голова широкая. Переднеспинка с шейкой, отграниченной килем (поперечным гребнем). Щит среднеспинки с развитыми изогнутыми парапсидальными бороздками. Ассоциированы с жуками рода Apion (Apionidae, паразиты личинок) и клопами Antestiopsis intricata, Antestiopsis orbitalis (Pentatomidae), а также с растениями Vigna sp. (Fabaceae) и Coffea sp. (Rubiaceae), на которых обнаружены. Первоначально был описан под названием Pleurotropis africana Waterston, 1915.